# De Nederlandsche ridderorden
De Nederlandsche ridderorden 1901-1936 is een publicatie uit 1937 over Nederlandse ridderorden die van zo veel mogelijk ordedragers in 1937 een beknopte biografie bevat.

## Geschiedenis
De oudste en lang belangrijkste ridderorde van het in 1814 ontstane Koninkrijk der Nederlanden was de Militaire Willems-Orde. Deze werd ingesteld in 1815 en al snel gevolgd door de instelling van de Orde van de Nederlandse Leeuw en in 1892 volgde de Orde van Oranje-Nassau. De uitgave, naast enkele voorwoorden, begint met historische inleidingen waarin ook de officiële wetten en koninklijke besluiten met betrekking tot de drie orden zijn opgenomen.
Het grootste deel van de tweedelige uitgave (waarin de pagina's doorlopend zijn genummerd) vormen de biografische artikelen over de meeste nog in leven zijnde leden van de verschillende orden, veelal voorzien van een portret van de geridderde. In het tweede deel komen voornamelijk de ridders in de Orde van Oranje-Nassau aan de orde, maar ook de huisorde van Oranje en dan nog levende dragers van onderscheidingen in die laatste orde. Het sluit af met een bladzijde over het ridderschap in de Orde van de Gouden Leeuw van Nassau, waarin slechts een persoon door koningin Wilhelmina was benoemd. Ten slotte bevat het tweede deel achterin verbeteringen en aanvullingen.
De auteurs hebben enkele maanden aan de uitgave gewerkt. Onder andere door interviews met geridderden werd informatie voor de biografieën verkregen.
De uitgave vond pas een vervolg, wat de historische beschrijving van de Nederlandse orden betreft (daar zijn namelijk geen biografische artikelen in opgenomen), in de eveneens tweedelige standaardpublicatie van Jan Albertus van Zelm van Eldik: Moed en deugd uit 2003.

### Uitgave
Van de uitgave bestaat een luxe, genummerde in leer en met goud bestempelde editie; de totale oplage is onbekend.